# Аддисонический криз
Аддисони́ческий криз (гипоадрена́ловый криз, о́страя надпо́чечниковая недоста́точность, острая недостаточность коры надпочечников, апоплексия надпочечников или гипокортици́зм, англ. Addisonian crisis) — тяжёлое состояние, проявляющееся резкой адинамией, сосудистым коллапсом, постепенным затемнением сознания. Развивается при внезапном снижении или прекращении секреции гормонов коры надпочечников. Иногда сопровождается умеренной или тяжёлой гиперкальциемией.

## Этиология и патогенез
Чаще развивается у пациентов с первичным или третичным гипокортицизмом, а также может быть первым признаком латентно протекающих недиагностированных болезни Аддисона и синдрома Шмидта. Гипоадреналовый криз может быть вызван двусторонним кровоизлиянием в надпочечники, например при передозировке гепарина.
Гипоадреналовый криз могут спровоцировать: тяжёлые инфекции (менингококковая инфекция, дифтерия, токсические формы гриппа), травма или хирургическое вмешательство у пациентов с хронической надпочечниковой недостаточностью.

## Клиническая картина
Острая недостаточность коры надпочечников характеризуется крайне низкой концентрацией в плазме крови кортизола, кортикостерона, альдостерона, дезоксикортикостерона. Экскреция 17-оксикортикостероидов также заметно снижена. Содержание в плазме крови АКТГ высокое. Имеются признаки нарушения минерального и водного обмена.
Основные клинические проявления: высокая лихорадка, дегидратация, тошнота, рвота, боли в мышцах, падение артериального давления, которое быстро приводит к обмороку. При дефиците минералокортикоидов наблюдаются гиперкалиемия и гипонатриемия. Дегидратация приводит к повышению уровня азота мочевины плазмы крови и (не всегда) к гиперкальциемии.
Причины гиперкальциемии при гипоадреналовом кризе: снижение ОЦК, гемоконцентрация, снижение скорости клубочковой фильтрации (усиливает канальцевую реабсорбцию кальция), вымывание кальция из костной ткани, связанное с повышением чувствительности к витамину D.

## Диагностика
На основании данных анамнеза (болезнь Аддисона), объективных данных и изменения электролитного баланса:
- резкое падение уровня натрия (до 130 ммоль/л и ниже) в плазме крови, снижение его экскреции с мочой (менее 10 г/сут),
- повышение уровня калия в плазме крови до 5—6, иногда 8 ммоль/л,
- резкое снижение коэффициента Na/K до 20 и ниже (норма 32),
- низкое содержание глюкозы в плазме крови,
- увеличение концентрации мочевины и остаточного азота в плазме крови,
- ацидоз.

Усиление пигментации на фоне прогрессирующией артериальной гипотензии, хотя у 10% пациентов с первичным гипокортицизмом («белый Аддисон») и у всех пациентов со вторичным и третичным гипокортицизмом гиперпигментация отсутствует.
Проведение диагностических тестов противопоказано!

## Дифференциальная диагностика
- Острый живот
- Острая сердечно-сосудистая патология
- Вторичный гипокортицизм — облучение, хирургическое удаление гипофиза; синдром Шихана и другие
- Третичный гипокортицизм — опухоли, травма гипоталамуса, нарушение продукции кортикотропин-рилизинг гормона
- Миопатия
- Целиакия
- Синдром Пархона — неадекватная продукция вазопрессина (антидиуретического гормона)
- Свинцовая интоксикация
- Синдром Фанкони
- Гиперпаратиреоз
- Множественная эндокринная неоплазия
- Порфирия
- Анорексия невроза
- Депрессия

## Лечение
Незамедлительно начинают внутривенное капельное введение жидкостей и лечение глюкокортикоидами.
Основные мероприятия направлены на ликвидацию обезвоживания, заместительную гормональную терапию и симптоматическую терапию (ликвидация нарушений сердечно-лёгочной недостаточности, если криз вызван инфекционным заболеванием — адекватная антибиотикотерапия). Наиболее опасны первые сутки.
Когда состояние пациента стабилизируется, дозу глюкокортикоидов постепенно снижают. Обычно для перехода на поддерживающую дозу гидрокортизона требуется 5 дней.

### Осложнения терапии
Связаны с передозировкой. Наиболее часто развивается отёчный синдром, парестезии, параличи (причина — гипокалиемия). Следует уменьшить дозу ДОКСА, отменить вливание хлорида натрия и добавить введение хлорида калия. При явлениях отёка мозга — маннитол, мочегонные средства.